# Impacto del chiismo en la civilización

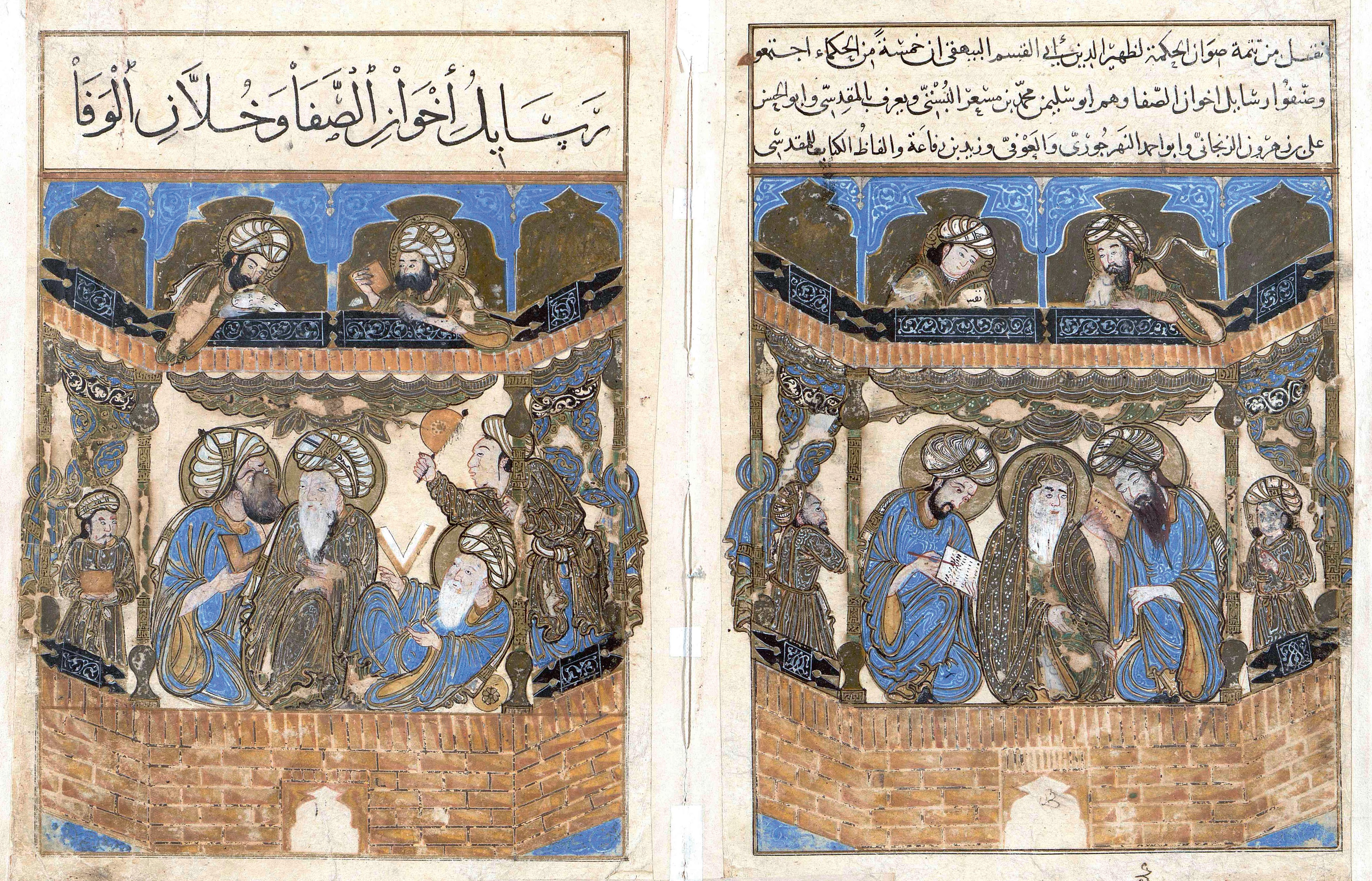
Frontispicio de doble hoja de la «Enciclopedia de los Hermanos de la Pureza», Biblioteca Süleymaniye, Bagdad.

El chiismo ha jugado un papel importante en la formación de la civilización islámica y en el resurgimiento de la Edad de Oro del islam.A lo largo de su larga historia, los chiitas representaban la clase élite de científicos, escritores y poetas musulmanes y alcanzaron logros brillantes que contribuyeron al progreso humano.Además de su primacía en la cultura, las artes y la filosofía, fueron actores influyentes en la política y la religión.